# Gerhard Müller-Schwefe
Gerhard Müller-Schwefe (* 23. April 1914 in Bochum; † kurz nach dem 23. April 2010 in Tübingen) war ein deutscher Anglist.

## Leben und Wirken
Gerhard Müller-Schwefe studierte nach der Reifeprüfung im Jahre 1934 seit dem Wintersemester 1934/35 an der Humboldt-Universität zu Berlin und in Tübingen Germanistik, Anglistik, Evangelische Theologie und Philosophie und promovierte 1938 bei Gustav Bebermeyer in Tübingen. Nach Kriegsdienst und Gefangenschaft von 1939 bis 1946 legte er das erste und zweite Staatsexamen (als Referendar in Reutlingen) für den höheren Schuldienst ab (1946 bis 1949). Ab 1950 war er wissenschaftlicher Assistent am Englischen Seminar der Universität Tübingen. 1954 wurde er hier für das Fach Englische Philologie habilitiert. Nach kurzer Zeit als Dozent am Englischen Seminar der Universität Göttingen wurde er 1956 als Nachfolger von Karl August Weber auf den Lehrstuhl für Englische Philologie der Universität Tübingen berufen, den er bis zu seiner Emeritierung im Jahre 1980 innehatte. Von 1962 bis 1963 war er Gastprofessor an der State University of Iowa.
Die Forschungsschwerpunkte Müller-Schwefes waren die Literatur der Shakespeare-Zeit und des Viktorianischen Zeitalters, die Umsetzung von Literatur in anderen Medien wie z. B. im Film sowie das deutsche Englandbild.
Sein Bruder war der evangelische Theologe Hans-Rudolf Müller-Schwefe (1910–1986).

## Werke (Auswahl)
- Der Umritt. Seine Stellung im deutschen Brauchtum, Kohlhammer, Stuttgart 1941 (Dissertation, Verfassername hier noch: Gerhard Müller).

- Wandlungen des Shakespeare-Bildes im 20. Jahrhundert. In: Die neueren Sprachen, N.F. 3 (1954), S. 433–445.

- Das persönliche Menschenbild Matthew Arnolds in der dichterischen Gestaltung, Niemeyer, Tübingen 1955 (Buchreihe der Anglia, Band 7) (Habilitationsschrift).

- Einführung in das Studium der englischen Philologie. Mit Bibliographie, Niemeyer, Tübingen 1962 (2. Auflage 1968).

- (als Hrsg.): Shakespeare. Seine Welt – unsere Welt; Ringvorlesung der Philosophischen Fakultät der Universität Tübingen zum 400. Geburtstag William Shakespeares, Niemeyer, Tübingen 1964.

- Einführung in die Gedichtinterpretation. Schlüssel zur englischen Lyrik, Lensing, Dortmund 1969.
- Romeo und Julia in der Sprache der Gegenwart. Rudolf Schaller zum 80. Geburtstag. In: Shakespeare-Jahrbuch, Jg. 1971, S. 129–148.
- Sprichwörter als Übersetzungsproblem. Shakespeares "Romeo and Juliet". In: Die neueren Sprachen, Band 71 (1972), S. 341–351.
- Spielfilm und Fernsehspiel in Hochschule und Schule. Ein Beitrag zur Neuorientierung des Literaturstudiums. In: Literatur in Wissenschaft und Unterricht, Jg. 6 (1973), S. 52–70.

- William Shakespeare. Welt – Werk – Wirkung, de Gruyter, Berlin 1978 (Sammlung Göschen, Band 2208), ISBN 3-11-007545-8.

- Corpus Hamleticum. Shakespeares Hamlet im Wandel der Medien, Francke, Tübingen 1987, ISBN 3-7720-1778-9.

- Shakespeare-Parodien im deutschsprachigen Raum. Karl Meisls Othellerl, Der Mohr von Wien. In: Jahrbuch Deutsche Shakespeare-Gesellschaft West, Jg. 1989, S. 265–290.

- Hamleta. In: Literatur in Wissenschaft und Unterricht, Jg. 23 (1990), S. 207–220.
- Shakespeare im Narrenhaus. Deutschsprachige Shakespeare-Parodien aus zwei Jahrhunderten, Francke, Tübingen 1990, ISBN 3-7720-1851-3.

- Bild oder Spiegel? Über das Deutschlandbild der Briten. In: Hans Filbinger u. a. (Hrsg.): Identität und Zukunft der Deutschen. Klaus Hornung zum 65. Geburtstag, Lang, Frankfurt am Main 1992 (Europäisches Forum, Band 8), S. 329–347, ISBN 3-631-44939-9.

- Was haben die aus Shakespeare gemacht! Weitere alte und neue deutschsprachige Shakespeare-Parodien, Francke, Tübingen 1993, ISBN 3-7720-1946-3.

- Vom Sprachmeister zum Professor. Die Geschichte des Englischen Seminars an der Universität Tübingen; von den Anfängen (1735) bis zur Gegenwart, Attempto-Verlag, Tübingen 2006, ISBN 978-3-89308-388-6.

- Deutsche erfahren England. Englandbilder der Deutschen im 19. Jahrhundert, Narr, Tübingen 2007, ISBN 978-3-8233-6326-2.